# Tvarditsa (Boergas)
Tvarditsa (Bulgaars:Твърдица) is een dorp in de gemeente en de oblast  Boergas in Thracië, het zuidoosten van Bulgarije.
Tvarditsa ligt in het oosten van de Opper-Thrasische Vlakte, op 15 km van de stad Boergas en nabij het Meer van Boergas.
De streek kwam in 1453 als een der laatste gebieden van het huidige Bulgarije onder het bewind van de Turken.
Het dorp was de geboorteplaats van de Bulgaarse worstelkampioen Nikola Stantsjev.